# Yle HD
Yle HD var en TV-kanal som ägdes av den finska rundradiokoncernen Yle och som erbjöd public serviceprogram. Yle HD skapades för att sända HD-TV under de olympiska spelen 2008 i Peking, Kina.